# Slim (M'Sila)
Slim (în arabă سليم) este o comună din provincia M'Sila, Algeria.
Populația comunei este de 5.348 de locuitori (2008).